# Walter Christaller
Walter Christaller (Berneck, 21 aprile 1893 – Königstein im Taunus, 9 marzo 1969) è stato un geografo ed economista tedesco.
È considerato il principale fondatore della Teoria delle località centrali, un modello che descrive la gerarchizzazione dei centri urbani e la relativa organizzazione delle reti economiche e di servizi che connettono le varie località. Il modello è a sua volta alla base della teoria del Funzionalismo.
Secondo la Teoria delle Località Centrali, già abbozzata da altri studiosi nella seconda metà dell'Ottocento, le comunità umane si organizzano in modo tale che i centri urbani fungano da "località centrali" deputate a fornire servizi a tutta la regione circostante. Le dimensioni del centro urbano dipendono direttamente dalla qualità e dalla quantità dei servizi offerti, oltre che dalla raggiungibilità e dal numero di consumatori dell'area circostante. Queste caratteristiche sono riassunte con i concetti di Centralità, Portata e Soglia Geografica.

## Biografia
Figlio di Erdmann Gottreich Christaller, scrittore, e pastore evangelista, e di Helen Christaller scrittrice evangelista di popolari racconti per bambini. Nipote di Johann Gottlieb Christaller, linguista e missionario in Africa Occidentale.
Si iscrisse prima alla facoltà di filosofia di Heidelberg e poi a quella di economia di Monaco. I suoi studi furono interrotti nel 1914 dallo scoppio della prima guerra mondiale. Arruolato con il grado di ufficiale ricevette diverse ferite in combattimento. Al termine della guerra maturò idee pacifiste e socialiste.
Nei dieci anni successivi si dedicò ai lavori più disparati (minatore, muratore, giornalista, dirigente di una società di costruzioni in prefabbricato). Si sposò nel 1921 ed ebbe tre figli, ma il matrimonio fu di breve durata (divorziò nel 1928). Nel 1922 si iscrisse al Partito Socialdemocratico Tedesco (SPD).
Nel 1929 riprese gli studi universitari e fu inviato come agrimensore nella Germania meridionale. In seguito alla poderosa mole di osservazioni raccolte nel corso del suo lavoro, Christaller notò una certa regolarità nella distribuzione delle città e delle cittadine della regione. L'osservazione fu alla base della sua Teoria delle Località Centrali, elaborata negli anni successivi e presentata in una celebre dissertazione, Le località centrali della Germania meridionale, nel 1933. Nel 1938 ottenne la docenza all'Università di Friburgo in Brisgovia.
Nel 1940 Christaller aderì al Partito Nazista e, durante la seconda guerra mondiale, lavorò alla dipendenze di Heinrich Himmler nell'Ufficio di Pianificazione del Commissariato del Reich. Venne inviato in Cecoslovacchia, Polonia e in Unione Sovietica dove si occupò della riorganizzazione dei territori conquistati dai nazisti, applicando i principi della Teoria delle Località Centrali.
Dopo la sconfitta del Terzo Reich Christaller aderì al Partito comunista (1948) e tornò al Partito Socialdemocratico nel 1953. Nel frattempo continuò a vivere in Germania Occidentale (nella casa della madre presso Darmstadt) pubblicando diversi articoli scientifici, senza tuttavia essere più associato ad alcuna università.

## Onori
Nel 1964 venne premiato dall'Associazione dei Geografi Americani.
Nel 1968 ricevette due dottorati di ricerca honoris causa presso le università di Lund e di Bochum.
Il premio di Geografia Applicata Walter Christaller è stato istituito in suo onore.

## Pubblicazioni
- Christaller, Walter (1933): Die zentralen Orten in Süddeutsch-Land . Gustav Fischer, Jena.